# 前8千纪
前8千纪，或称前第8个千年，在新月沃土和安纳托利亚出現大規模的農業活动。
陶器开始變得大眾化（在中美洲獨立發展），畜牧業則在非洲和歐亞大陸开始發展。當時的世界人口大概有500萬人。

## 事件

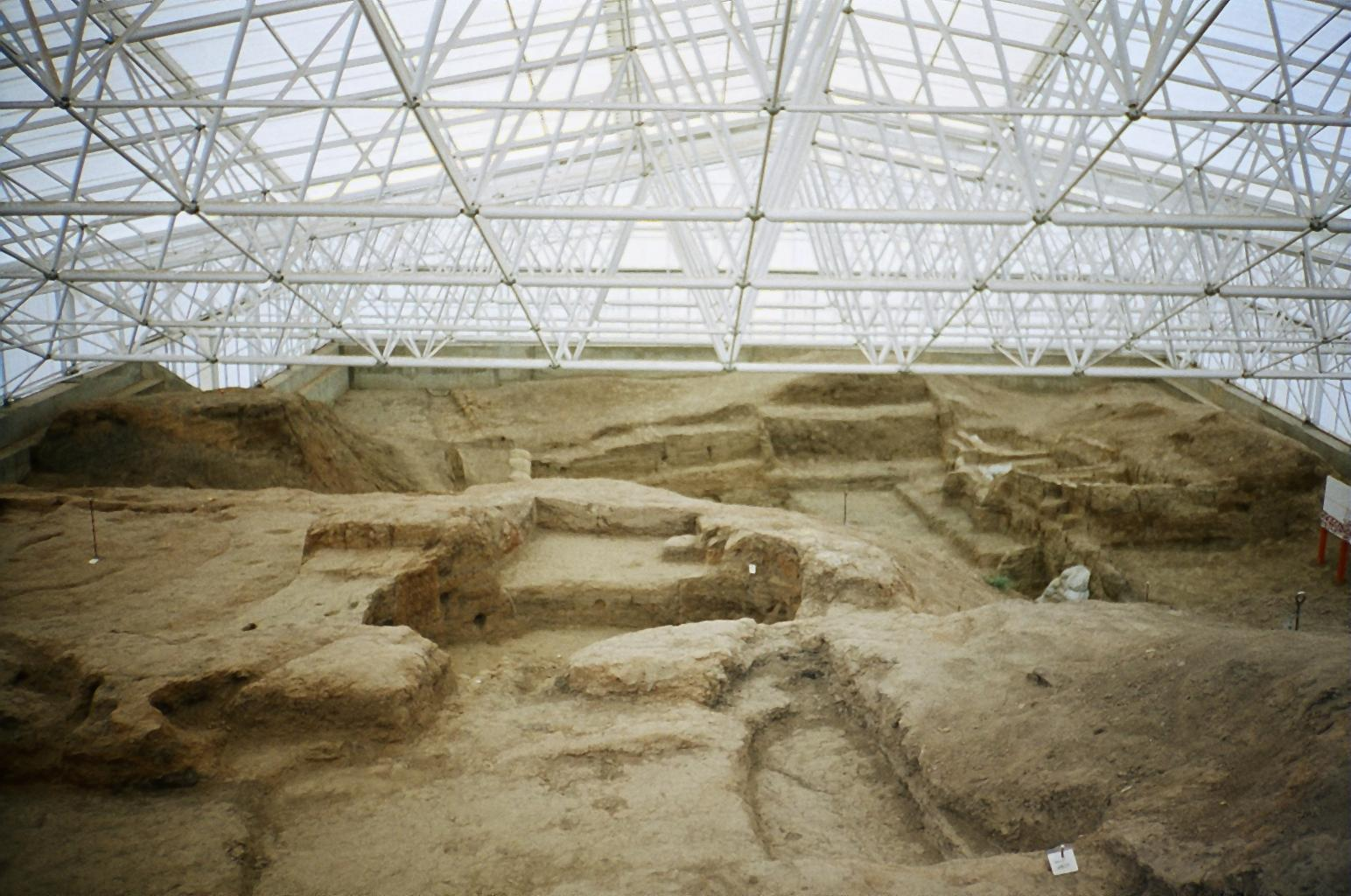
安纳托利亚南部的一个遗迹。

- 前8083年 — 海爾博普彗星出現，下次出現的時間是前6千紀年。
- 前8000年 — 冰河時期結束。
- 前8000年 — 早期旧石器時代结束。
- 前8000年 — 前7000年 — 舊石器時代-新石器時代。
- 前8000年 — 前23世紀 — 新石器時代時期
- 前8000年 — 人类在希臘伯羅奔尼撒的范翠弗洞穴一帶定居。首次發現人类在米洛斯島互相交易黑曜石、種子（扁豆、杏仁）和家养动物。這证明了人类从前两万年开始在此地定居直至前3000年。
- 前8000年 — 人类开始在那韋利科里定居，即現今的土耳其。
- 前8000年 — 人类开始在薩格拉索斯定居，即現今的土耳其西南部。
- 前8000年 — 人类开始在阿庫雷定居，即現今的尼日利亞西南部。
- 前8000年 — 人类开始在奧弗亞艾卡利和蘭度亞艾卡利定居，即現今的挪威布斯克呂郡。
- 前8000年 — 人类开始在埃羅定居，即現今的丹麥。
- 前8000年 — 人类开始在疊卡定居，現現今英格蘭谢菲尔德附近。
- 前8000年 — 史前北極傳統獵人在北美洲北極地區定居。
- 前8000年 — 居住于阿納薩齊的印第安人移居至现在的美國西南部。
- 前8000年 — 普萊諾文化开始在北美洲的大平原兴起。
- 前8000年 — 世界人口达到500万人[1]
- 前7570年 —最早的印度河文明出現在哈里亞納邦的Bhirrana。
- 前7500年 — 中石器時代人类开始群居，并创立了愛爾蘭。
- 前7500年 — 在新石器時代和紅銅時代，安纳托利亚南部是一個非常大人类定居点。
- 前7500年 — 在撒哈拉沙漠，牲口時期开始。
- 前7500年 — 傑里科大移民时期結束。
- 前7370年 —耶利哥城牆倒塌。
- 前7200－5000年 —約旦格扎爾开始有人类定居。

## 环境变化
- 前8000年 — 冰川演化成岩层，形成了美国新罕布什尔州的老人山。
- 前7911年 — 发生大规模的火山爆发，使得接下来的几个世纪里，天空变得污浊，气温下降。
- 前7640年 — 由于流星雨撞击地球的原因，地球发生大灾难。
- 前7640年 — 阿拉斯加的Mount Edgecumbe火山爆发。
- 大量淡水从黑海流向爱琴海。

## 发明、发现和创造
- 农业兴起。
- 在伊朗西南部发现公元前8千年前用黑曜石制造的刀，这些刀是从安纳托利亚运送过来的。[2]
- 非洲居民开始种植土豆和豆子。
- 在东亚，人类开始种植小米[3]和水稻。
- 在古埃及，人们开始尝试驯化猫和牛。
- 在亚洲西南部，人们开始尝试驯化羊。
- 非洲居民发明了泥棚、炉灶、粮仓和可用作研磨颗粒的石制工具。
- 亚洲的安纳托利亚人开始穿着用兽皮制作的衣服帽子。
- 中国人发明了房屋、窑炉、陶瓷、绿松石雕、石制工具、骨制工具和骨制笛子。
- 地中海地区的居民首次制造了黏土和石膏。
- 新月沃土附近的居民首次尝试使用筹码记数。
- 日本人开始烧制陶瓷。
- 韩国人开始烧制一些简单图案的陶瓷。
- 农业在澳大利亚和新几内亚兴起。
- 爱琴文明开始种植小麦、大麦并饲养绵羊、山羊、家猪，以这些作为主要食物。
- 希腊开始实行墓葬。
- 在这一时期，北海是一片大陆。
- 墨西哥人开始烧制陶瓷，建设墓地，并且具有较发达的种植技术。
- 墨西哥人开始种植辣椒和玉米。
- 公元前12000年至公元前5000年，世界各地经常发生大规模的洪水灾害，这导致了海平面上升，海水淹没了许多陆地。

## 文化地标
- 前7600年 — Howick house在英格兰的诺森伯兰郡建成。
- 前7193年 — 朝鲜神话曾提到一个来自北方使用阿尔泰语的匈人在中国建立了部落。

## 科幻虚构
- 由英国“游戏车间”公司（Games Workshop）制作的战棋游戏《战锤40000》中的人类帝国发源于公元前8千年。
- DC漫画出版的一部漫画中的角色Shazam出生于公元前7061年。
- 在英国小说Power Of Five中，5个少年魔法师在公元前8000年拯救了亚特兰蒂斯。
- 日本动画片美少女战士中的银色千年就在这一时期结束。